# Cumulus Networks
Cumulus Networks era una empresa de software informático con sede en Mountain View, California, EE. UU. La empresa diseñó y vendió un sistema operativo Linux para conmutadores de red estándar de la industria, junto con software de gestión, para grandes centros de datos, computación en la nube y entornos empresariales .
En mayo de 2020, el fabricante estadounidense de semiconductores Nvidia anunció que adquiriría Cumulus. Después de la adquisición, la empresa fue absorbida por la unidad de negocios de redes de Nvidia, junto con Mellanox. Nvidia todavía ofrece Cumulus Linux.

## Historia
Cumulus Networks fue fundada por JR Rivers y Nolan Leake en 2010. La empresa recaudó una primera ronda de financiación inicial en 2012. Cumulus Networks surgió públicamente en junio de 2013 después de operar previamente en modo sigiloso. La empresa cuenta con el respaldo de Andreessen Horowitz, Battery Ventures, Sequoia Capital, Peter Wagner y 4 de los 5 fundadores originales de VMware. 
En 2014, Dell comenzó a ofrecer la opción del sistema operativo de red Cumulus Linux en los conmutadores de Dell.
En 2015, Hewlett Packard Enterprise (HPE) comenzó a ofrecer la opción de Cumulus Linux en los conmutadores de HPE.
En 2016, Mellanox comenzó a ofrecer Cumulus Linux en sus conmutadores Spectrum.
En 2018, Lenovo comenzó a ofrecer Cumulus Linux en su línea de conmutadores ThinkSystem Rackswitch.
El 20 de junio de 2019, la compañía anunció la partida del cofundador JR Rivers, quien había sido el director ejecutivo original y, desde marzo de 2016, el director de tecnología. Según el sitio web de la compañía, ni Rivers ni Leake permanecen en la Junta Directiva.
En enero de 2020, Hewlett Packard anunció una asociación con Cumulus para incluir el software Linux NetQ de Cumulus en los productos de almacenamiento en red de HPE. El 4 de mayo, Nvidia Corporation anunció planes para adquirir Cumulus Networks por un monto no revelado.

## Productos

### Cumulus Linux
Cumulus Linux era su sistema operativo de red abierto basado en Linux para conmutadores bare metal . Se ha basado en la distribución Debian Linux.
En un informe de Gartner de 2017, Cumulus Networks se destacó como pionero de las redes de código abierto para desarrollar un sistema operativo de redes de código abierto en un mercado donde los proveedores de hardware generalmente entregaban sistemas operativos patentados preinstalados. Según Gartner, Cumulus Networks había solucionado la falta de soporte de los proveedores para las redes de código abierto mediante la implementación de conmutadores bare metal con el sistema operativo Cumulus Linux en grandes redes corporativas. El 32 por ciento de las empresas Fortune 50 utilizaron el sistema operativo Cumulus Linux en sus centros de datos en 2017.

### NetQ
NetQ es un software de validación del estado de la red, que se utiliza durante las operaciones regulares y para el análisis de diagnóstico post mortem.

### Host Pack
Host Pack incluye software que lleva el host a la red a través de NetQ y FRRouting. Host Pack mejora la visibilidad de la red a través de la validación de tejido de extremo a extremo de NetQ y ayuda a la conectividad de la red a través del protocolo de enrutamiento de código abierto de FRRouting. Permite que el host forme parte de la red de capa 3, al tiempo que admite redes superpuestas de capa 2. 

## Proyectos de código abierto

### Open Network Install Environment (ONIE)
En 2012, Cumulus inició el proyecto de Open Network Install Environment (ONIE). El Open Compute Project convirtió a ONIE en una iniciativa para definir un entorno de instalación de código abierto para conmutadores de red bare metal. Un conmutador de red con un entorno de instalación ONIE brinda a los centros de datos la opción de sistema operativo de red, desagregando el hardware de red del sistema operativo. El sistema operativo Cumulus Linux se puede instalar en todos los conmutadores compatibles con ONIE.